# Río Albigasta
El río Albigasta es un curso fluvial situado en las provincias de Catamarca y Santiago del Estero, en el noroeste de la Argentina. Forma parte de la cuenca endorreica de las Salinas de Ambargasta.
Está ubicado en el sudeste de la provincia de Catamarca. Como todos los pequeños ríos de la región, su curso permanece seco durante la temporada invernal, ya que el clima monzónico produce lluvias casi exclusivamente en los meses cálidos.
Nace en las estribaciones occidentales de la Sierra de Ancasti, no lejos de la cuesta del Portezuelo, y corre en dirección este con el nombre de río Grande o Grande de Ancasti, reuniendo otros caudales menores en su camino, el mayor de los cuales es el río El Mojón. Cerca de la localidad rural de Albigasta cambia su nombre por el de río Albigasta, y a corta distancia pasa junto a la ciudad de Frías, ingresando en la provincia de Santiago del Estero. Desde allí corre en dirección sur, y durante un tramo marca el límite entre Catamarca y Santiago del Estero, para después girar levemente hacia el este y perderse en las inmediaciones de las salinas de San Fernando, parte de las Salinas de Ambargasta.
A corta distancia de Frías se está construyendo el Dique El Bolsón, con el fin de regular y aprovechar para consumo humano y riego las aguas de este río. Además de esas razones, se espera poder regular las crecientes del río, que se repiten recurrentemente durante los veranos, y que han llegado a amenazar a la ciudad de Frías.